# San Pedro de la Cueva
San Pedro de la Cueva es un pueblo, cabecera municipal del municipio de San Pedro de la Cueva ubicado en el centro de Estado de Sonora (México), a una altitud de 500 metros sobre el nivel del mar.

## Historia
Originalmente tenía el nombre de Batuc que fue fundado el año de 1629 con el nombre de La Asunción y San Francisco Javier de Batuco, por el misionero jesuita Martín de Azpilcueta, nacido en Monreal, Navarra, España; el siguiente misionero fue el también jesuita Juan de Mendoza, de Cuernavaca, México. En el siglo XX todos estos pueblos tuvieron la categoría de municipio adscritos al Distrito de Ures. 
Un mito fue difundido por una conocida revista nacional que se dedica a promover el turismo de los pueblos mexicanos, desconociéndose la fuente de ello decía: "Durante un tiempo, se corrió el rumor de que dicho asentamiento se denominaba por los locales, miembros de la etnia ópata, como Guepa Cometzi que significaba "cueva grande" y al mismo tiempo databan su fundación en 1614, anterior a la fundación de la Misión de Batuc en 1629."  
Existen registros parroquiales de la iglesia de San Pedro apóstol (San Pedro de la Cueva Sonora) de 1847 a 1962. 
Se sabe que el nombre de La Cueva, como se asentó en las actas bautismales de la parroquia de Batuc.

## Turismo
En la localidad San Pedro de la Cueva, y sobre todo en sus cercanías, podrás disfrutar de los atractivos que caracterizan al municipio de San Pedro de la Cueva, Sonora, como:
- La presa El Novillo, que cuenta con un hermoso paisaje, áreas de descanso y zonas para acampar, y cuenta con la opción de pescar especies acuáticas como: lobina negra, bagre, capree, tilapia, mojarra, lo cual atrae la pesca deportiva regional y con la presencia de personas de Estados Unidos.[5]
- Se pueden realizar excursiones y paseos a caballo y en motocicleta.
- Se pueden visitar las ruinas de los municipios desaparecidos de Suaqui, Tepupa y Batuc e inundados por la presa El Novillo principalmente la Iglesia, que su campanario[6] en algún momento se puede ver por encima del nivel del agua, casi totalmente sumergida. (28°58′38″N 109°38′32″O / 28.977222, -109.642222)
- El cementerio de Batuc, parcialmente sumergido., según el nivel de la presa.[7][8]
- Cascada Seca de San José de Batuc.[9]
- Es un pueblo donde la fiesta principalmente los 28 de diciembre de cada año se vive en grande con bailes, música, juegos pirotécnicos y deliciosos platillos regionales, .
- Se ha convertido en una tradición del pueblo la Cabalgata de San Antonio, en la que jinetes de todo el Estado se reúnen para realizar un recorrido por los alrededores del pueblo hasta llegar a los márgenes de la presa El Novillo; se disfruta de una magna fiesta campirana con música y comida y fauna.[10]